# Rakovnik (gmina Šentjernej)
Rakovnik – wieś w Słowenii, w gminie Šentjernej. W 2018 roku liczyła 9 mieszkańców.